# Fricamps
Fricamps (picardisch: Fricamp) ist eine nordfranzösische Gemeinde mit 179 Einwohnern (Stand 1. Januar 2022) im Département Somme in der Region Hauts-de-France. Die Gemeinde liegt im Arrondissement Amiens, ist Teil der Communauté de communes Somme Sud-Ouest und gehört zum Kanton Poix-de-Picardie.

## Geographie
Die Gemeinde liegt rund sechs Kilometer nördlich von Poix-de-Picardie und rund acht Kilometer südlich von Molliens-Dreuil.

## Einwohner
| 1962 | 1968 | 1975 | 1982 | 1990 | 1999 | 2006 | 2011 |
| ---- | ---- | ---- | ---- | ---- | ---- | ---- | ---- |
| 123  | 119  | 92   | 83   | 77   | 104  | 124  | 143  |

## Verwaltung
Bürgermeister (maire) ist seit 2001 Eddy Goethals.

## Persönlichkeiten
- Graf Godmard-Charles-Octave Du Faÿ (1831–1898), Ritter der Ehrenlegion, in Fricamps geboren.